# Klášter klarisek ve Vídni

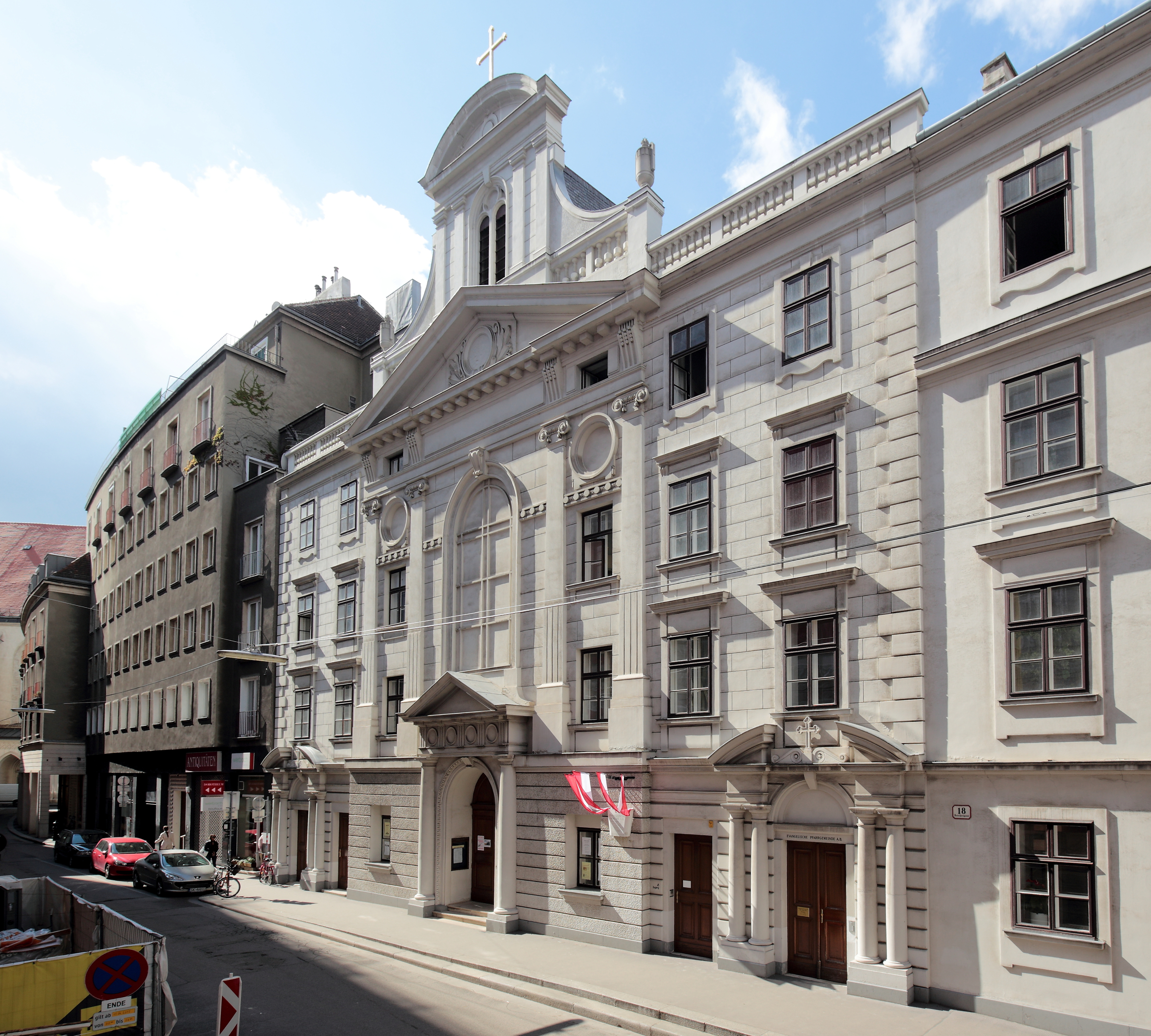
Po roce 1783 byl z bývalého klášterního kostela v Königinklosteru vytvořen luteránský městský kostel

Klášter klarisek Panny Marie Královny andělů ve Vídni, či jen Klášter klarisek ve Vídni (německy Klarissen-Kloster St. Maria, Königin der Engel, označovaný obvykle spíše jako Königinkloster) je někdejší klášter klarisek ve Vídni. Založila ho Alžběta Rakouská kolem roku 1580 a rozpuštěn v průběhu josefínských reforem v roce 1781.

## Historie
Klášter založila Alžběta Rakouská kolem roku 1580 a v letech 1582-1583 byl postaven klášterní kostel, v němž byla po své smrti zakladatelka pohřbena. V roce 1618 zde byla pohřbena také císařovna a česká královna Anna Tyrolská a o rok později také její manžel císař Matyáš, původně zde byla umístěna jejich samostatně pohřbená srdce a samostatně pohřbené srdce císaře Ferdinanda II. Roku 1633 byly ostatky císaře Matyáše a císařovny Anny přeneseny do kapucínské hrobky, tři urny srdce nakonec našly své místo v hrobce srdcí habsburských panovníků v loretánské kapli augustiniánského kostela. Po zrušení královského kláštera byly ostatky Alžběty Rakouské opět přeneseny do vévodské hrobky v katedrále sv. Štěpána.
Po zrušení kláštera v roce 1781 v rámci církevních reforem císaře Josefa II. zakoupil v roce 1783 část kláštera vídeňská luteránská komunita a na pozemku postavila první protestantskou modlitebnu ve Vídni, která byla později rozšířena na „reformovaný městský kostel“. Evangelický sbor získal střední část někjdejšího kláštera s kostelem a další část areálu získal bankéř Johann von Fries, který zde nechal postavit dnešní budovu palác Pallaviciniů. Dle ustanovení tolerančního patentu nesmělo být zvenčí poznat, že jde o protestantský kostel, musely být odstraněny tři věže.
Dnes se v bývalém klášterním areálu nacházejí paláce Pallaviciniů a Pálffyů, dále luteránský a reformovaný městský kostel. Sousedními ulicemi jsou Dorotheergasse, Josefsplatz, Bräunerstraße a Stallburggasse. Naproti bývalému klášter býval klášter sv. Doroty, který byl rovněž zrušen v průběhu josefínských reforem.